# Norddeich (Dithmarse)
Pour les articles homonymes, voir Norddeich.
Norddeich est une commune allemande du Schleswig-Holstein, située dans l'arrondissement de Dithmarse (Kreis Dithmarschen), à deux kilomètres au nord-ouest de la ville de Wesselburen. Norddeich est l'une des 18 communes de l'Amt Büsum-Wesselburen dont le siège est à Büsum.